# Jorge Pellegrini
Jorge Carlos Pellegrini (nacido en Firmat el 12 de julio de 1956) es un exfutbolista argentino. Se desempeñaba como marcador central y su primer club fue Rosario Central. Ganó la Copa Libertadores 1985 jugando para Argentinos Juniors.

## Carrera
Tuvo su debut el 14 de agosto de 1975 con la camiseta de Rosario Central, en un encuentro ante Racing Club, en el que ambos equipos jugaron con juveniles debido a una huelga de los profesionales. El partido terminó con victoria canalla 10-0 formando pareja de centrales con Daniel César Saita. Este fue su único encuentro con Central; el año siguiente pasó a Atlético Tucumán, y en 1977 se afirmó en Vélez Sarsfield. Luego continuó por Gimnasia y Esgrima La Plata, Colón, Independiente, Loma Negra e Instituto de Córdoba. En 1984 llegó a Argentinos Juniors y formó parte de su época más gloriosa, ganando dos títulos locales, la Copa Libertadores 1985 y la Copa Interamericana 1986. Su último paso por el fútbol fue en 9 de Julio de la ciudad homónima sita en la provincia de Buenos Aires.

## Clubes
| Club                        | País      | Año       | PJ | Goles |
| --------------------------- | --------- | --------- | -- | ----- |
| Rosario Central             | Argentina | 1975      | 1  | 0     |
| Atlético Tucumán            | Argentina | 1976      | 7  | 0     |
| Vélez Sarsfield             | Argentina | 1977      | 48 | 0     |
| Gimnasia y Esgrima La Plata | Argentina | 1978-1979 | 72 | 6     |
| Colón                       | Argentina | 1980      | 27 | 2     |
| Independiente               | Argentina | 1980-1981 | 33 | 1     |
| Loma Negra                  | Argentina | 1981-1983 | 14 | 2     |
| Instituto de Córdoba        | Argentina | 1983      | 32 | 0     |
| Argentinos Juniors          | Argentina | 1984-1987 | 50 | 2     |
| 9 de Julio (Buenos Aires)   | Argentina | 1990      | ¿? | ¿?    |

## Palmarés

### Títulos nacionales
| Título           | Equipo             | País      | Año    |
| ---------------- | ------------------ | --------- | ------ |
| Primera División | Argentinos Juniors | Argentina | M-1984 |
| Primera División | Argentinos Juniors | Argentina | N-1985 |

### Títulos internacionales
| Título              | Equipo             | Sede          | Año  |
| ------------------- | ------------------ | ------------- | ---- |
| Copa Libertadores   | Argentinos Juniors | Asunción      | 1985 |
| Copa Interamericana | Argentinos Juniors | Puerto España | 1986 |